# Ice Age: A Mammoth Christmas
Ice Age: A Mammoth Christmas (La era de hielo: Una Navidad tamaño mamut en Hispanoamérica, y Ice Age: Navidades heladas en España) es un especial de televisión con animación computarizada del año 2011 y forma parte de la franquicia Ice Age, producida por Blue Sky Studios y dirigida por Karen Disher. Se estrenó el 24 de julio de 2011 en Fox y fue lanzado más tarde en formato doméstico.
A pesar de ser producida por Blue Sky Studios, la animación de la película fue en realidad hecha por algunos animadores de Blue Sky y sobre todo por la empresa con sede en Santa Mónica/Texas. Los efectos especiales y animación fueron hechas por Reel FX Creativas Studios.

## Trama
La Navidad ha llegado y Scrat fija sus ojos a un alijo de alimentos, entre ellos una bellota. Scrat apurado roba una bellota, junto con muchas que encuentra en la zona de decoraciones: se ata un gran arsenal con un pedazo de corteza y trata de salir con ellos, pero esta se rompe y lo deja sin nada. Mientras tanto, Manny trae la Roca de Navidad que estaba guardada para deleite de Ellie: la roca está pensada como una sorpresa para Peaches ("Morita" en Hispanoamérica; "Melocotón" en España), que viene deslizándose por una pendiente en una bola de nieve con Crash y Eddie. Manny revela que la Roca de Navidad es la misma desde su infancia, una reliquia importante de la familia, ya que permite a Santa Claus encontrar donde repartir los regalos. 
Diego y Sid van a ver la Roca de Navidad, y Sid se burla de ella. Manny no permitirá que Sid este cerca de la Roca y Sid, para encontrar sus propios medios de decoraciones, decide encontrar una decoración diferente y elige un árbol. Crash y Eddie lo ayudan a decorar el árbol con insectos, animales pequeños, y los huesos de un pescado: al principio Sid pone un trozo de hielo en forma de estrella en la parte superior del árbol, que es accidentalmente arrojada y golpea la Roca de Navidad, rompiéndola. Manny, furioso por Sid, declara que Sid está en la «lista de traviesos» de Santa Claus. Manny descarta la idea de la existencia de Santa a Ellie, Peaches lo oye por casualidad, y la joven mamut se sorprende de que su padre no crea en Santa. Sid, con lágrimas por haber destruido la roca, se desliza cuesta abajo mientras sus lágrimas se congelan por el frío.
Scrat encuentra una bellota a medio congelar en un estanque y da pasos sobre la superficie resbaladiza para sacarlo. Después de sacarlo con éxito, Scrat empieza a patinar sobre hielo con la bellota, pasando a través de un registro, donde se extravía la bellota y en su lugar por error es atacado de una araña, que lo ataca. Mientras tanto Sid, con los pies todavía congelados, se pone de mal humor por estar en la lista traviesa hasta que Peaches le pide que salga con ella: ella tiene la intención de ir al Polo Norte con Sid, Crash y Eddie con el fin de convencer a Santa Claus de sacar a Sid de la lista traviesa, junto con Crash y Eddie, quienes, a pesar de sus fechorías, todavía quieren la Navidad.
Los cuatro van en camino al Polo Norte siguiendo la aurora boreal, hasta que los alcanza una tormenta de nieve, que los separa por un momento hasta que se encuentran unos a otros y siguen adelante, liderados por Sid, que erróneamente los lleva a un precipicio. A medida que caen, son rescatados por un reno volador, quien los lleva al otro lado del acantilado y se presenta como Prancer. Sid da gracias a los renos, se mueve y de nuevo casi se cae por el precipicio, es capturado por Peaches, quien decide que los renos se irán con ellos. De vuelta en el pueblo, ya sin sentido, Manny intenta remendar la Roca de Navidad con barro y palos, cuando Ellie viene, diciendo en voz alta, que no puede encontrar a Peaches, Sid, Crash, ni a Eddie. Diego afirma que los cuatro se dirigieron hacia el Polo Norte para encontrar a Santa; con eso, Manny y Ellie se mueven para encontrar a Peaches y los demás, dirigidos por Diego, quien los sigue, de mala gana, recogiendo el olor de Sid.
Luego se encuentran con Santa y arman un desastre luego llega Manny e intenta decirles que la lista de niños malos no existe pero luego Santa pone a la manada en la lista de niños malos debido a la idea, hasta que arreglan la Navidad y edita la lista a la lista de niños buenos, así que Manny e compañía junto con los sirvientes de Santa ponen manos a la obra reparando el trineo haciéndolo más grande y los juguetes en grandes cantidades, mientras Prancer convoca a a otros renos voladores para tirar el gran trineo e irse por todo el mundo.

## Reparto de voces
| Personaje                  | Actor de voz        | Actor de doblaje      | Actor de doblaje · España |
| -------------------------- | ------------------- | --------------------- | ------------------------- |
| Sid                        | John Leguizamo      | Carlos Espejel        | Aleix Estadella           |
| Scrat                      | Chris Wedge         | N/A                   |                           |
| Eddie                      | Josh Peck           | Moisés Iván Mora      | Albert Trifol Segarra     |
| Crash                      | Seann William Scott | José Antonio Macías   | Roger Pera                |
| Manny                      | Ray Romano          | Enrique Cervantes     | Ricky Coello              |
| Ellie                      | Queen Latifah       | Dulce Guerrero        | Mercedes Montalá          |
| Diego                      | Denis Leary         | Sebastián Llapur      | Juan Carlos Gustems       |
| Peaches (Morita/Melocotón) | Ciara Bravo         | Melissa Gedeón        |                           |
| Pancer                     | T. J. Miller        | José Arenas           |                           |
| Santa Claus                | Billy Gardel        | Francisco Colmenero   | Jordi Vila                |
| Mini Perezosos             | Judah Friedlander   | Héctor Emmanuel Gómez |                           |

## Lanzamiento
Ice Age: A Mammoth Christmas se estrenó el 24 de noviembre de 2011, en el canal FOX. El especial fue visto por 7,1 millones de espectadores, convirtiéndose en el segundo programa más visto en su franja horaria. Fue nominado para el Premio Annie por Mejor Película de Animación de Producción Especial.

### Medios domésticos
Ice Age: A Mammoth Christmas fue lanzado en DVD y Blu-ray el 26 de noviembre de 2011. El 3 de diciembre de 2021 fue incluido en Disney+.